# Dom-le-Mesnil
Dom-le-Mesnil är en kommun i departementet Ardennes i regionen Grand Est (tidigare regionen Champagne-Ardenne) i nordöstra Frankrike. Kommunen ligger  i kantonen Flize som ligger i arrondissementet Charleville-Mézières. År 2022 hade Dom-le-Mesnil 1 053 invånare.

## Befolkningsutveckling
Antalet invånare i kommunen Dom-le-Mesnil
Referens: INSEE